# Natação nos Jogos Pan-Americanos de 2007 - 200 m livre masculino
O evento dos 200 m livre masculino nos Jogos Pan-Americanos de 2007 foi realizado no Rio de Janeiro, Brasil, com a final realizada em 20 de julho de 2007. 
Nesta prova, Shaune Fraser ganhou a primeira medalha de seu país na natação nos Jogos Pan-Americanos.

## Medalhistas
| Ouro   | USA Matthew Owen  |
| Prata  | CAY Shaune Fraser |
| Bronze | CAN Adam Sioui    |

## Resultados

### Finais
| Posição | Nadador          | País               | Tempo   | Nota |
| ------- | ---------------- | ------------------ | ------- | ---- |
| 1       | Matthew Owen     | USA Estados Unidos | 1:48.78 |      |
| 2       | Shaune Fraser    | CAY Ilhas Cayman   | 1:48.95 |      |
| 3       | Adam Sioui       | CAN Canadá         | 1:48.97 |      |
| 4       | Nicolas Oliveira | BRA Brasil         | 1:49.49 |      |
| 5       | Rodrigo Castro   | BRA Brasil         | 1:49.60 |      |
| 6       | Chad Hankewich   | CAN Canadá         | 1:50.11 |      |
| 7       | Robert Margalis  | USA Estados Unidos | 1:50.49 |      |
| 8       | Amauri Rodriguez | MEX México         | 1:52.18 |      |